# Route 1 (Nouveau-Brunswick)
Pour les articles homonymes, voir Route 1.
La route 1 est une autoroute du sud du Nouveau-Brunswick. Elle relie la frontière canado-américaine à Saint-Stephen à River Glade où elle rencontre la route 2.

## Histoire
La plupart des routes du Nouveau-Brunswick suivaient des chemins conçus généralement pour les chevaux. En 1960, le gouvernement s'est mis à réviser les infrastructures routières et la province commença à se doter d'autoroutes à accès limité, d'abord autour et dans les grands centres et, par la suite, dans les régions rurales à partir des années 1970 et 1980.

### Tracé original
La route 1 traversait la plupart des villages et des villes du sud de la province. Elle traversait aussi la ville de Saint-Jean en empruntant le pont des chutes réversibles et en passant par les rues et avenues de la ville.

### Saint John Throughway
La plus ancienne modification de cette autoroute remonte à la fin des années 1960 durant un projet de construction à Saint-Jean, alors que le trafic lourd augmentait de plus en plus dans la ville. Plusieurs tracés étaient proposés, et la majorité des citoyens étaient pour la construction de la route dans le nord de la ville, dans le quartier de Millidgeville, où la construction d'un pont au-dessus du fleuve Saint-Jean et des chutes réversibles serait plus simple.
Toutefois, la ville, en plus des gouvernements provinciaux et fédéraux, décidèrent de construire l'autoroute sur l'ancien site de Mill Street Yard, près de l'Union Station, soit en plein milieu de la ville.
Le retrait de la ligne de chemin de fer et de la station permirent de construire le pont Saint John Harbour en 1968. Il fut décidé d'y installer un péage de 0.25$. Le coût du péage ne pouvant être augmenté à moins d'une accord entre le gouvernement fédéral, le gouvernement provincial, et les gouvernements municipaux, il faudra attendre 2007 pour que le tarif soit doublé, passant à 0,50$. Le nouveau pont a eu comme effet de couper une partie du port de Saint-Jean au transport de grands bateaux.
Dans un autre projet, en 1969, les gouvernements fédéraux et provinciaux finirent de construire le terminal du traversier reliant Saint-Jean à Digby, dans l'ouest de la ville, connecté à partir d'échangeurs de la nouvelle autoroute (actuelle sortie 120).

### Mackay Highway
La section Mackay Highway de la route 1 s'étendait autrefois du lac Spruce à l'ouest jusqu'à sa jonction avec la rue Rothesay (l'actuelle route 100 et sortie 129). Saint-Jean connut ensuite une croissance fulgurante, alors que les banlieues de Rothesay, de Quispamsis et près de la vallée de la rivière Kennebecasis se développaient. Dans les années 1970, la Mackay Highway fut élargie de deux voies non séparées à une autoroute à quatre voies, et à accès limité. De plus, elle fut étendue vers l'est alors que la ville de Quispamsis se développait considérablement.

### Élargissement et transformation en autoroute à accès limité
Dans un but de la part du gouvernement d'améliorer le réseau routier de la province et de construire de nombreuses autoroutes entre les années 1960 et 1980, de nombreux changements eurent lieu pour améliorer la route 1. De nouvelles sections ont été construites et élargies.
Au milieu des années 1990, une route de contournement d'Hampton fut construite dans la vallée de la rivière Kennebecasis à l'endroit où la section Mackay Highway s'arrêtait. Ceci permit de relier la route à quelques routes locales dans les environs de Norton. Une autre section de contournement fut construite entre Oak Bay et Digdeguash (actuelles sorties 25 et 39), pour diminuer le flux de trafic continu vers la péninsule de Saint-Andrews et de la ville du même nom, où l'ancienne route 1 passait. D'autres voies de contournement furent construites, notamment à Saint-George (actuelles sorties 52 et 60) et à Sussex, où un échangeur fut construit à la hauteur de la Route Transcanadienne, soit l'actuelle route 10, et les anciennes routes 2 et 9.

### Construction d'une autoroute à 4 voies

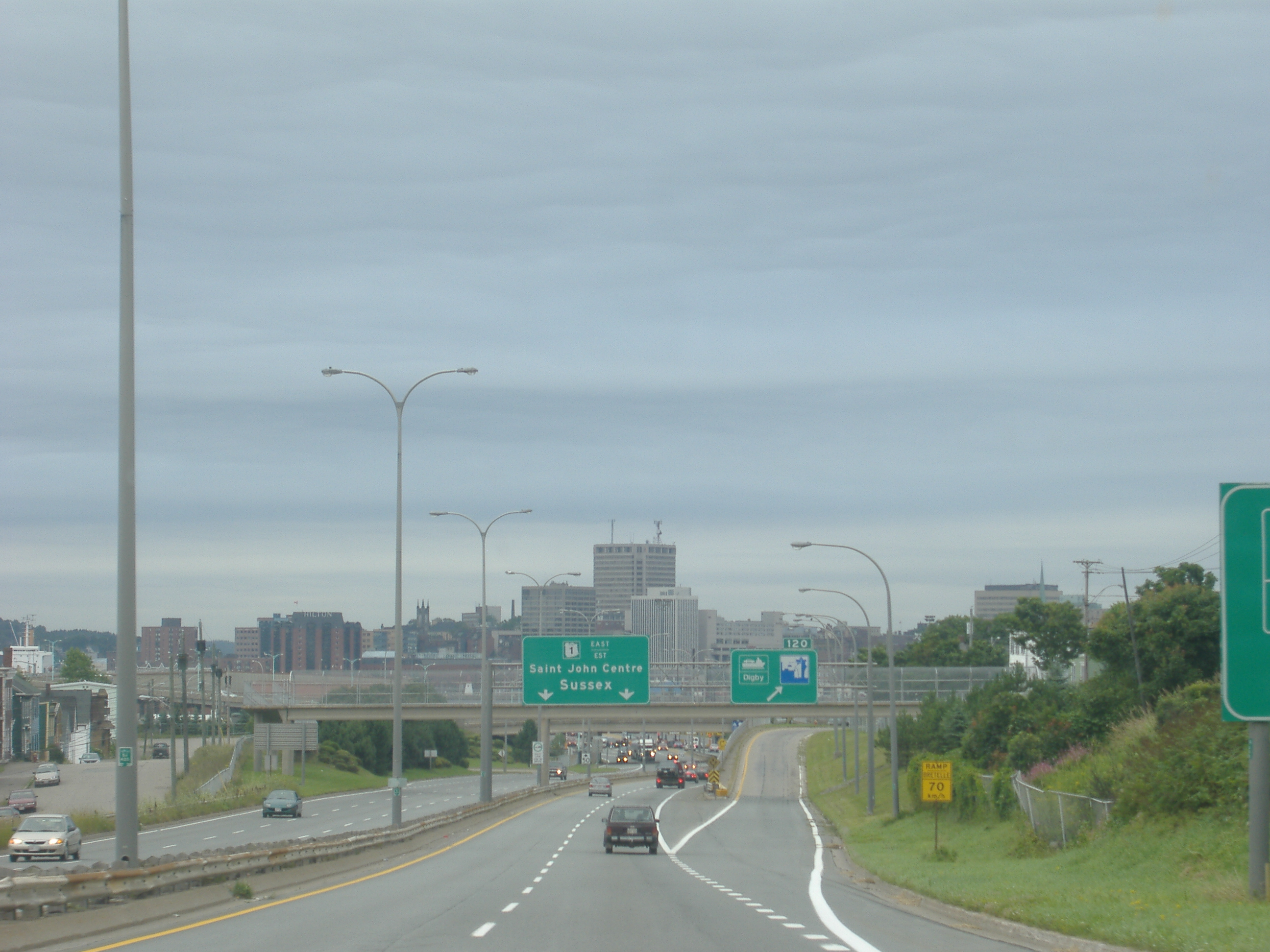
La route 1, en direction est, à la hauteur de la sortie 120 vers le traversier pour Digby. En arrière-plan, le centre-ville de Saint-Jean et le poste de péage du pont Saint John Harbour.

En 1987, le gouvernement provincial débute l'aémlioration majeure du réseau routier de la province. La route 1 fut étendue de Lorneville jusqu'à Lepreau vers l'ouest, puis jusqu'à Apohaqui vers l'est, près de Sussex. Un nouveau réalignement de la route fut construit à Saint-George.
Les améliorations de la route 1 se poursuivent vers la fin des années 2000, alors qu'une section entre Saint-Stephen et la jonction avec la route 127 à Waweig ouvrit en décembre 2008. De plus, la voie de contournement de Saint-Stephen, qui ouvrit en 1993 en tant que simple route à 2 voies, fut complètement réaménagée en autoroute à accès limité en novembre 2009, en étant reliée à la nouvelle traversée frontalière d'International Avenue Bridge, vers Calais au Maine.
Il fut annoncé le 5 septembre 2008 que le tronçon manquant de la route 1 relié avec les États-Unis allait être construit. Le coût estimé était de 1,2 milliard de dollars. Le travail fut complété en octobre 2012. De plus, la section à l'est de Saint-George fut complétée en autoroute en 2012. Actuellement, la route 1 est une autoroute à accès limité sur toute sa longueur.

### Réalignement de laRoute Transcanadienne
À la fin des années 1990, le gouvernement souhaite construire une nouvelle autoroute à péage sur laquelle la route transcanadienne passera. Cette autoroute se situe entre Fredericton et River Glade, près de Moncton. Cependant, le fait que des péages seraient installés ne faisait pas l'unanimité, et fit tomber le gouvernement de l'époque. Un autre gouvernement a été élu et les péages ont été abandonnés.
Le nouveau tronçon de la Route Transcanadienne ouvrit en octobre 2001, ce qui fit que l'ancienne portion de la route transcanadienne entre Sussex et River Glade fut désignée faire partie de la route 1, ce qui prolongea celle-ci d'environ 45 km (28 mi) vers le nord-est. De plus, l'ancienne section de la transcanadienne entre Fredericton et Sussex fut renumérotée route 10, et il fut proposé d'en faire une autoroute à accès limité. Toutefois, la route fut maintenue telle quelle.

### Améliorations des sorties àSaint-Jean
Une expérience avec un train routier conclu que la sortie 119 n'était pas bien conçue, qu'elle était trop escarpée. Du côté est de la route, les deux anciennes sorties 119A et 119B ont été reconstruites en une seule sortie plus large.
Une sortie 128 en direction est n'était pas une sortie officielle, et seulement les camions pouvaient l'emprunter vers l'usine Strescon's. À l'automne 2007, celle-ci fut reconstruite pour faciliter l'accès à l'avenue Rothesay.

## Description du tracé

### Saint-Stephen à Saint-Jean
La route 1 débute au poste frontalier d'international Avenue Bridge, vers la US 1, et Calais, au Maine. Elle se dirige d'abord vers l'ouest, puis elle effectue une longue courbe pour contourner Saint-Stephen, en possédant trois échangeurs facilitant l'accès à la ville. Au kilomètre 9, elle croise la route 3, en direction de Fredericton et du centre de Saint-Stephen.
La route 1 devient ensuite parallèle à la route 170, l'ancienne route 1, en passant près d'Oak Bay. Elle se dirige vers l'est pendant une quinzaine de kilomètres en traversant une région boisée, en passant au nord de Saint-Andrews. Elle continue ensuite sa route vers l'est, en suivant la Baie de Passamaquoddy, en passant près de Digdeguash et en rejoignant Saint-George.
Elle contourne Saint-George en passant sur une ancienne voie de contournement déjà construite, des kilomètres 53 à 59. La route 1 traverse ensuite une région plus isolée et vallonneuse, possédant de nombreuses courbes. À Lepreau, elle bifurque vers le nord pour rejoindre l'ancienne section autoroutière de la route 1, à partir du kilomètre 84.
La route 1 se dirige ensuite vers l'est en passant près de Musquash, et elle passe ensuite près du lac Spruce. Au kilomètre 114, elle croise la route 7, en direction de Fredericton, puis elle fait son entrée dans Saint-Jean au kilomètre 117.

### Saint-Jean et les environs

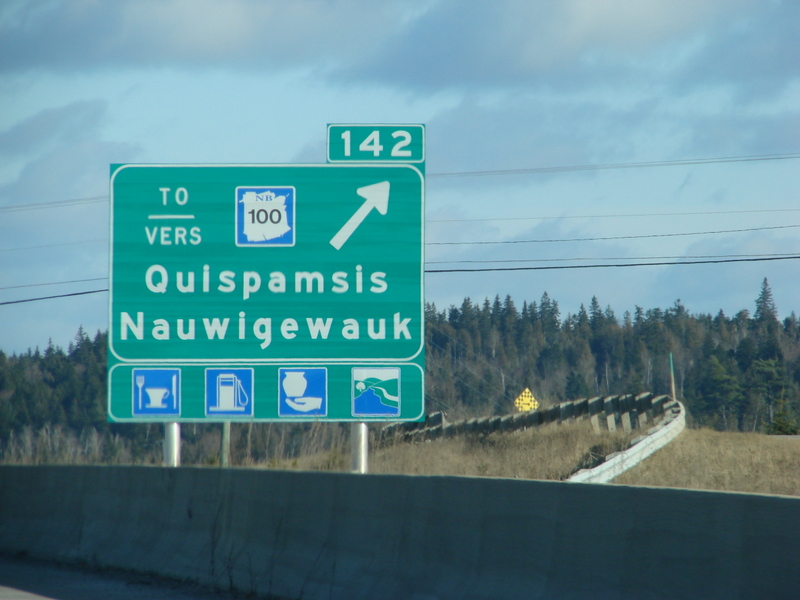
La sortie 142 de la route 1, en direction de la route 100, vers Nauwigewauk.

La route 1 traverse Saint-Jean-Ouest en possédant trois échangeurs menant vers la ville. De plus, la sortie 120 permet de se rendre au traversier vers Digby, en Nouvelle-Écosse.
Elle traverse ensuite le fleuve Saint-Jean sur le pont Saint-John Harbour, puis elle possède de nombreux échangeurs menant vers le centre-ville et les rues Main, Somerset et Union. De plus, trois sorties sont présentes en direction est pour le centre-ville (121, 122 et 123), tandis qu'en direction ouest, seulement une sortie est présente (123, vers rue Somerset). La route 1 suit ensuite le parc Rockwood en se dirigeant vers le nord-est. Elle dessert les banlieues de Saint Jean, soit Rothesay et Quispamsis, des kilomètres 133 à 141.
Entre les kilomètres 112 et 142, la route 100 est une route alternative à la route 1.

### Quispamsis à River Glade
La route 1 continue ensuite de se diriger vers le nord-est en suivant la vallée de Kennebecasis. Elle passe ensuite près d'Hampton au kilomètre 158, puis elle continue de se diriger vers le nord-est, toujours en suivant la vallée de la rivière Kennebecasis, jusqu'à Sussex. Entre les kilomètres 158 et 192, c'est la route 121 qui sert d'alternative à la route 1.
La 1 contourne ensuite Sussex par le nord-ouest, possédant quatre échangeurs menant vers la ville.
Elle traverse ensuite une région plus isolée, étant un peu plus sinueuse, en se dirigeant toujours vers le nord-est. Au kilomètre 233, elle passe près de Petitcodiac, puis elle bifurque vers le nord au kilomètre 238 pour rejoindre la route 2 au kilomètre 241, où elle se termine.

## Liste des sorties
| Comté                                   | Ville               | km     | Sortie                      | Destinations                                                                                                  | Notes                                                                                              |
| --------------------------------------- | ------------------- | ------ | --------------------------- | --- | -------------------------------------------------------------------------------------------------- |
| Fleuve Sainte-Croix                     | Fleuve Sainte-Croix | 0,00   |                             | International Avenue Bridge                                                                                   | Continue au Maine                                                                                  |
| Fleuve Sainte-Croix                     | Fleuve Sainte-Croix | 0,00   | Frontière canado-américaine | | |
| Charlotte                               | Saint-Stephen       | 3,70   | 4                           | Rue Church vers NB-725 / NB-170 – Saint-Stephen, Little Ridge                                                 | |
| Charlotte                               | Saint-Stephen       | 6,50   | 7                           | NB-740 vers NB-735 – Brasswood Ridge, Scotch Ridge                                                            | Sortie direction ouest, entrée direction est                                                       |
| Charlotte                               | Saint-Stephen       | 8,50   | 9                           | NB-3 vers NB-170 – Saint-Stephen, Calais, ME, Fredericton                                                     | Indiqué sortie 9A (sud) et 9B (nord) en direction est; Calais indiqué en direction ouest seulement |
| Charlotte                               | Oak Bay             | 13,10  | 13                          | Chemin St. David Ridge vers NB-170 – Oak Bay                                                                  | |
| Charlotte                               | Waweig              | 22,30  | 25                          | NB-127 – Saint-Andrews, Lawrence Station                                                                      | |
| Charlotte                               | Digdeguash          | 35,70  | 39                          | NB-127 ouest / Chemin Basin – Saint-Andrews, Bocabec                                                          | Terminus est de la NB-127                                                                          |
| Charlotte                               | Bethel              | 41,10  | 45                          | NB-760 – Bethel, Elmsville                                                                                    | |
| Charlotte                               | Saint-George        | 47,90  | 52                          | NB-760 ouest / Manor Road Connector Road – Saint-George                                                       | Terminus est de la NB-760                                                                          |
| Charlotte                               | Saint-George        | 52,80  | 56                          | NB-172 sud / NB-780 est – Saint-George, Île Deer, Lac Utopia                                                  | |
| Charlotte                               | Pennfield Ridge     | 56,80  | 60                          | NB-176 vers NB-175 / NB-778 / NB-785 – Pennfield, Blacks Harbour, Grand Manan                                 | |
| Charlotte                               | Pocologan           |        | 69                          | NB-175 – Pocologan, New River Beach, Pennfield                                                                | |
| Saint-Jean                              | Lepreau             | 82,80  | 86                          | NB-175 ouest vers NB-790 – Lepreau, Maces Bay, Dipper Harbour                                                 | Terminus est de la NB-175                                                                          |
| Saint-Jean                              | Musquash            | 92,60  | 96                          | NB-790 ouest / Chemin Musquash – Musquash, Chance Harbour                                                     | Terminus est de la NB-790                                                                          |
| Saint-Jean                              | Prince of Wales     | 98,80  | 103                         | Prince of Wales                                                                                               | |
| Saint-Jean                              | Saint-Jean          | 107,70 | 112                         | NB-100 est – Lorneville                                                                                       | Terminus ouest de la NB-100                                                                        |
| Saint-Jean                              | Saint-Jean          | 109,80 | 114                         | NB-7 nord – Grand Bay-Westfield, Fredericton                                                                  | Terminus sud de la NB-7; sortie 97 de la NB‑7                                                      |
| Saint-Jean                              | Saint-Jean          | 113,20 | 117                         | NB-100 (Boulevard Fairville)                                                                                  | Sortie direction ouest seulement                                                                   |
| Saint-Jean                              | Saint-Jean          | 114,90 | 119                         | Rue Catherwood / Rue Bleury vers NB-100 – Chutes réversibles                                                  | |
| Saint-Jean                              | Saint-Jean          | 116,30 | 120                         | Traversier de Digby                                                                                           | |
| Saint-John Harbour                      | Saint-John Harbour  | 117,70 | Saint-John Harbour Bridge   | Saint-John Harbour Bridge                                                                                     | Saint-John Harbour Bridge                                                                          |
| Saint-Jean                              | Saint-Jean          | 117,90 | 121                         | NB-100 (Promenade Chelsey)                                                                                    | Sortie direction est, entrée direction ouest                                                       |
| Saint-Jean                              | Saint-Jean          | 118,70 | 122                         | NB-100 (Rue Main) – Centre-ville                                                                              | Sortie direction est, entrée direction ouest                                                       |
| Saint-Jean                              | Saint-Jean          | 119,20 | 123                         | Rue Somerset vers NB-100 – Centre-ville                                                                       | |
| Saint-Jean                              | Saint-Jean          | 121,20 | 125                         | Rue Seely / Rue Crown – TD Station                                                                            | Pas d'accès depuis NB-1 est vers Seely Street ouest ni depuis Seely Street est vers NB-1 est       |
| Saint-Jean                              | Saint-Jean          | 123,40 | 128                         | Chemin Ashburn Lake                                                                                           | Direction est seulement                                                                            |
| Saint-Jean                              | Saint-Jean          | 123,80 | 128                         | Promenade Foster Thurston / Chemin Ashburn                                                                    | Direction ouest seulement                                                                          |
| Saint-Jean                              | Saint-Jean          | 125,40 | 129                         | NB-100 (Avenue Rothesay)                                                                                      | |
|                                         | Rothesay            | 129,00 | 133                         | Chemin Fox Farm vers NB-100 – Rothesay                                                                        | |
|                                         | Rothesay            | 132,80 | 137                         | NB-111 est vers NB-100 / Promenade Campbell – Fundy-St. Martins, Aéroport de Saint-Jean, Rothesay, Quispamsis | Indiqué sortie 137A (est) et 137B (ouest) en direction est; terminus ouest de la NB-111            |
| Kings                                   | Quispamsis          | 137,60 | 141                         | NB-119 nord – Quispamsis, Kingston, Gondola Point                                                             | Terminus sud de la NB-119                                                                          |
| Kings                                   | Quispamsis          | 138,90 | 142                         | Vers NB-100 – Quispamsis, Nauwigewauk                                                                         | Sortie direction est, entrée direction ouest                                                       |
| Kings                                   | Hampton             | 154,60 | 158                         | NB-100 ouest vers NB-121 / Chemin Hall – Hampton                                                              | Terminus est de la NB-100                                                                          |
| Kings                                   | Bloomfield          | 162,80 | 166                         | Chemin Bloomfield Ridge South – Bloomfield                                                                    | |
| Kings                                   | Valley Waters       | 171,70 | 175                         | NB-124 ouest / NB-865 sud – Valley Waters, Apohaqui                                                           | Terminus est de la NB-124; terminus nord de la NB-865                                              |
| Kings                                   | Sussex              | 188,00 | 192                         | NB-121 / Promenade Riverview Est – Sussex, Apohaqui                                                           | |
| Kings                                   | Sussex              | 189,00 | 193                         | NB-10 ouest / Chemin Roachville – Fredericton                                                                 | Pas d'accès vers NB-1 ouest; terminus est de la NB-10                                              |
| Kings                                   | Sussex              | 191,60 | 195                         | NB-890 est / Rue Marble – Sussex, Smiths Creek                                                                | Terminus ouest de la NB-890                                                                        |
| Kings                                   | Sussex Corner       | 194,50 | 198                         | NB-111 ouest / NB-114 est – Sussex Corner, Sussex, Fundy-St. Martins, Penobsquis                              | |
| Kings                                   | Penobsquis          | 207,50 | 211                         | NB-114 est – Alma, Penobsquis, Parc national de Fundy                                                         | |
| Kings                                   | Anagance            | 219,10 | 223                         | NB-895 nord – Portage Vale, Anagance                                                                          | Terminus sud de la NB-895                                                                          |
| Westmorland                             | Three Rivers        | 228,90 | 232                         | NB-106 est / NB-905 sud – Three Rivers, Elgin                                                                 | Terminus ouest de la NB-106; terminus nord de la NB-905                                            |
| Westmorland                             | River Glade         | 234,70 | 239                         | NB-106 – River Glade, Three Rivers                                                                            | |
| Westmorland                             | River Glade         | 235,90 |                             | NB-2 – Fredericton, Moncton                                                                                   | La NB-1 est devient la NB-2 est; sortie 423 de la NB-2                                             |
| - Accès incomplet - Transition de route |                     |        |                             | | |